# エドワード・ラッセルス・フレミング
エドワード・ラッセルス・フレミング（英語: Edward Lascelles Fleming、1890年 – 1950年2月17日）は、イギリスの政治家。保守党所属。

## 生涯
1890年に生まれた。
1922年イギリス総選挙でインス選挙区から出馬したが、8,257票（得票率32.3%）しか得られずに落選した。1931年イギリス総選挙でマンチェスター・ウィジントン選挙区から出馬、36,097票（得票率62.8%）を得て当選した。処女演説は1931年11月23日に行われた。その後、1935年イギリス総選挙で35,564票（得票率62.3%）を得て再選、1945年イギリス総選挙で30,881票（得票率46.3%）を得て再選した。
1950年イギリス総選挙ではマンチェスター・モス・サイド選挙区から出馬したが、投票日の6日前に死去した。これにより、同選挙区の投票が延期した。